# Канталупо-нель-Саннио
Канталупо-нель-Саннио (итал. Cantalupo nel Sannio) — коммуна в Италии, располагается в регионе Молизе, в провинции Изерния.
Население составляет 736 человек (2008 г.), плотность населения составляет 49 чел./км². Занимает площадь 15 км². Почтовый индекс — 86092. Телефонный код — 0865.
Покровителем коммуны почитается Христос-Спаситель, празднование 6 августа.

## Демография
Динамика населения:

## Администрация коммуны
- Официальный сайт: http://www.comune.cantalupo.is.it/ Архивная копия от 25 октября 2010 на Wayback Machine